# Parafia św. Floriana w Częstochowie
Parafia Świętego Floriana w Częstochowie – rzymskokatolicka parafia położona w dekanacie Częstochowa – św. Józefa, archidiecezji częstochowskiej w Polsce. Została erygowana 2 grudnia 1990 roku przez bp. Stanisława Nowaka.